# جام طلایی کونکاکاف ۲۰۱۳
جام طلایی کونکاکاف ۲۰۱۳ دوازدهمین دوره جام طلایی کونکاکاف بود که با شرکت تیم‌های عضو کونکاکاف (آمریکای شمالی، آمریکای مرکزی و کارائیب) برگزار شد. در پایان مسابقات تیم ملی فوتبال ایالات متحده آمریکا برای پنجمین بار به مقام قهرمانی رسید.